# Divoká Oslava
Národní přírodní rezervace Divoká Oslava se nachází v kraji Vysočina na řece Oslavě od Náměště nad Oslavou po Skřipinu.

## Předmět ochrany
Předmětem ochrany NPR Divoká Oslava jsou přirozené lesní ekosystémy lužních lesů, dubohabřin, suťových lesů, bučin, teplomilných doubrav, acidofilních doubrav a suchých borů, vodní ekosystémy makrofytní vegetace vodních toků, skalní ekosystémy skal a drolin, pohyblivých sutí a suchých trávníků, biotopy vzácných a ohrožených druhů rostlin řeřišničníku skalního (Cardamine petraea) a dvouhrotce zeleného (Dicranum viride), včetně jejich populací, biotopy vzácných a ohrožených druhů živočichů krasce dubového (Eurythyrea quercus), páchníka hnědého (Osmoderma barnabita), tesaříka obrovského (Cerambyx cerdo), přástevníka kostivalového (Callimorpha quadripunctaria) a vranky obecné (Cottus gobio), včetně jejich populací.

## Popis
Jedná se hluboce zaříznuté říční údolí, kde si řeka razí cestu přes velmi tvrdé granulitové horniny. To se projevilo vznikem četných skalisek, které na mnoha místech dodávají údolí Oslavy ráz kaňonu. Údolí je velice atraktivní pro turistické vycházky, vede jím několik turistických značek. V údolí se nachází několik chatových osad, Skřipinský mlýn, zřícenin (Lamberk, Sedlec). Nad údolím se nachází altán Gloriet a boční strž Divoká rokle s četnými peřejemi a drobnými vodopády.
Národní přírodní rezervace Divoká Oslava vznikla 1. prosince 2019 na části území přírodní rezervace Údolí Oslavy a Chvojnice, která měla být podle starších informací nahrazena právě NPR Divoká Oslava a NPR Soutok Oslavy a Chvojnice. Původní přírodní rezervace byla zřízena již v roce 1974.

## Flóra
Na území rezervace se nachází primárně lesní porosty, největší část tvoří hercynské dubohabřiny, často s bohatým výskytem bramboříku nachového. Na svazích se nachází suťové lesy nebo bikové doubravy, na jižních svazích se vyskytují také teplomilné doubravy, na severních svazích se nachází bučiny, hlavně v okolí Vlčího kopce. V údolí řeky Oslavy jsou trvalé travní porosty, jako například mezofilní ovsíkové louky, v údolí jsou také ptačincové olšiny nebo vrbové křoviny. V celém území se vyskytuje brambořík nachový (Cyclamen purpurascens), vemeník dvoulistý (Platanthera bifolia), lilie zlatohlavá (Lilium martagon) nebo ostřice tlapkatá (Carex pediformis), z dřevinného patra se objevují dub zimní (Quercus petraea), buk lesní (Fagus sylvatica), lípa srdčitá (Tilia cordata), habr obecný (Carpinus betulus), babyka (Acer campestre), bříza bělokorá (Betula pendula), jasan ztepilý (Fraxinus excelsior), javor klen (Acer pseudoplatanus) nebo jeřáb břek (Sorbus torminalis). V keřovém patře se vyskytují brslen bradavičnatý (Euonymus verrucosus), brslen evropský (Euonymus europaeus), svída krvavá (Cornus sanguinea), ptačí zob (Ligustrum), zimolez pýřitý (Lonicera xylosteum), dřišťál obecný (Berberis vulgaris), šípek (Rosa canina), hloh (Crataegus laevigata), skalník obecný (Cotoneaster integerrimus), růže převislá (Rosa pendulina) a srstka angrešt (Ribes uva-crispa). V bylinném patře se objevují lipnice hajní (Poa nemoralis), lipnice úzkolistá (Poa angustifolia), strdivka jednokvětá (Melica uniflora), silenka nicí (Silene nutans), řimbaba chocholičnatá (Tanacetum corymbosum), náprstník velkokvětý (Digitalis grandiflora) a kokořík mnohokvětý (Polygonatum multiflorum).

## Fauna
Na území rezervace jsou zvláště chránění bezobratlí jako např. tesařík obrovský (Cerambyx cerdo Linné), krasec (Anthaxia candens Panzer), páchník hnědý (Osmoderma barnabita) nebo kriticky ohrožený jasoň dymnivkový (Parnassius mnemosyne), v řece Oslavě žijí jepice (Ephemeroptera), pošvatky (Plecoptera) nebo chrostíci (Trichoptera), žijí tam také rak říční (Astacus astacus) či ryba vranka obecná (Cottus gobio). Na území rezervace žije i stabilizovaná populace užovky podplamaté (Natrix tessellata), na několika místech byl zjištěn výskyt mloka skvrnitého (Salamandra salamandra), vyskytují se také ropucha obecná (Bufo bufo) nebo skokan hnědý (Rana temporaria). V území se vyskytují i čáp černý (Ciconia nigra), výr velký (Bubo bubo), ledňáček říční (Alcedo atthis) a skorec vodní (Cinclus cinclus) a v zimě i kormorán velký (Phalacrocorax carbo). V území se objevují i vydra říční, norek obecný, myšice lesní nebo norník rudý. Objevují se také netopýři, konkrétně netopýr černý, netopýr velký (Myotis myotis) a netopýr hvízdavý (Pipistrellus pipistrellus).

## Turistika
Turistické značky vedou turisticky náročnými terény podél řeky, na několika místech je dokonce nutno řeku přebrodit. Nejlepší přístup je od Náměště nad Oslavou (příjezd možný vlakem po trati Brno–Jihlava) a dále údolím po červené turistické značce přes zříceninu hradu Lamberku ke Skřipinskému a Senoradskému mlýnu a odtud přes zříceninu hradu Levnova do Rapotic nebo do Oslavan.